# Trioso
Viene definito trioso uno zucchero monosaccaride con tre atomi di carbonio. La formula bruta di un trioso è sempre C3H6O3. Tutti i triosi presentano un gruppo funzionale carbonile. Se è presente un chetone, si parla di chetotrioso; se è presente una aldeide, si parla di aldotrioso.

## Struttura dei triosi
```
   CH=O                    CH=O                   CH
2
-OH  
   |                       |                      | 
  HC-OH                 HO-CH                     C=O    
   |                       |                      |      
   CH
2
-OH                  CH
2
-OH                 CH
2
-OH

D
-
Gliceraldeide
       
L
-
Gliceraldeide
           
Diidrossiacetone
```

L'aldotrioso gliceraldeide contiene un stereocentro, da cui derivano due differenti stereoisomeri. Il chetotrioso diidrossiacetone non contiene centri chirali.
Da non confondere con il maltotriosio, che è un polisaccaride composto di tre molecole di glucosio.